# バシャ・バイツ

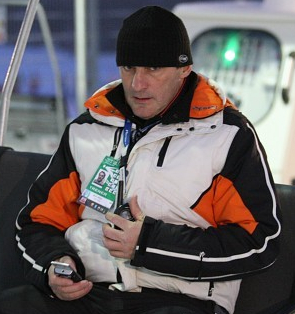
2009年

バシャ・バイツ（Vasja Bajc、1962年1月19日 - ）は、スロベニア、リュブリャナ出身の元スキージャンプ選手、スキージャンプ指導者。約8年にわたり日本ナショナルチームのコーチを務め、その時期に日本チームが黄金時代を迎えていたこともあり、日本でも良く知られている（日本では「バシャ・バイチ」と登録しており、ファンにサインを書くときに漢字を当てて「馬車馬一」と書くことも多かった）。

## プロフィール
現役時代は身長193センチメートルの大型ジャンパーとして知られた。

1979/80シーズンにスキージャンプ・ワールドカップへデビュー、地元プラニツァでの70m級で自己最高の5位に入った。
1982年ノルディックスキー世界選手権では70m級42位、1985年の世界選手権では70m級45位、90m級47位であった。
1984年サラエボオリンピックにユーゴスラビア代表として出場し、70m級17位、90m級15位の成績を残した。
現役引退後1990年からコーチとして活動し、多くのナショナルチームを指導している。
- 1990年-1994年：スペインAチーム
- 1994年-2002年：日本Aチーム[1]
- 2002年-2003年：オランダAチーム
- 2003年-2005年：スウェーデンAチーム
- 2005年-2006年：チェコAチーム
- 2006年-2007年：スロベニアAチーム
- 2008年-　　　 　：トルコAチーム